# Ковернино (деревня)
Ковернино — деревня в Сокольского района Нижегородской области.

## География
Располагается близ региональной автодороги 22Н-3929 «Мошкино — Сокольское». Находится в 23 км к юго-востоку от районного центра — рабочего посёлка Сокольское, и в 82 км к северу от Нижнего Новгорода. Высота цента посёлка над уровнем моря — 129 м.

## Население
| 2002 | 2010 |
| ---- | ---- |
| 12   | ↗14  |